# Petite-Rivière-de-Nippes
Petite-Rivière-de-Nippes (em crioulo, Ti Rivyè de Nip), é uma comuna do Haiti, situada no departamento do Nippes e no arrondissement de Miragoâne. De acordo com o censo de 2003, sua população total é de 29.815 habitantes.